# Sorin Corpodean
Sorin Corpodean (Kolozsvár, 1965. március 29. –) román nemzetközi labdarúgó-játékvezető.

## Pályafutása

### Nemzeti játékvezetés
A küldési gyakorlat szerint rendszeres partbírói tevékenységet is végzett. Az I. Liga játékvezetőjeként 2009-ben vonult vissza. Első ligás mérkőzéseinek száma: 268. Ez a szám 1982-től 2009-ig román csúcs volt, amit Alexandru Tudor játékvezetőnek sikerült megdöntenie. Az első osztályban vezetett 268 mérkőzésével a 2. helyen áll a romániai labdarúgó-játékvezetők között.

#### Mérkőzései az NBI-ben
| Időpont            | Helyszín              | Mérkőzés    | Eredmény | Nézők száma |
| ------------------ | --------------------- | ----------- | -------- | ----------- |
| 2006. november 18. | DVTK-stadion, Miskolc | DVTK–Honvéd | 2 : 1    | 4 900       |

#### Nemzeti kupamérkőzések
Vezetett kupadöntők száma: 2.

##### Román Kupa
| Időpont         | Helyszín                  | Mérkőzés típusa | Mérkőzés                               | Eredmény | Nézők száma |
| --------------- | ------------------------- | --------------- | -------------------------------------- | -------- | ----------- |
| 1997. június 4. | Nemzeti Stadion, Bukarest | döntő           | FC Steaua București–Naţional Bucureşti | 4 : 2    | 25 000      |
| 2006. május 17. | Nemzeti Stadion, Bukarest | döntő           | FC Rapid București–Național București  | 1 : 0    | 12 000      |

### Nemzetközi játékvezetés
A Román labdarúgó-szövetség (FRF) Játékvezető Bizottsága (JB/CCA) terjesztette fel nemzetközi játékvezetőnek, a Nemzetközi Labdarúgó-szövetség (FIFA) 1997-től tartotta nyilván bírói keretében. A FIFA JB központi nyelvei közül az angolt beszéli. Több nemzetek közötti válogatott és klubmérkőzést vezetett, vagy működő társának partbíróként illetve 4. bíróként segített. FIFA JB besorolás szerint második kategóriás bíró. Vendég játékvezetőként 2005. május 22-én a holland I. Ligában az AZ Alkmaar–RBC Roosendaal (1–3) mérkőzést irányította. A román nemzetközi játékvezetők rangsorában, a világbajnokság-Európa-bajnokság sorrendjében az 5. helyet foglalja el 6 találkozó szolgálatával. Az aktív nemzetközi játékvezetéstől 2009-ben korrupciós vádak miatt visszavonult. Válogatott mérkőzéseinek száma: 10.

#### Világbajnokság

##### U20-as labdarúgó-világbajnokság
Argentína rendezte a 13., a 2001-es ifjúsági labdarúgó-világbajnokságot, ahol a FIFA JB bíróként alkalmazta.

###### 2001-es ifjúsági labdarúgó-világbajnokság
| Időpont          | Helyszín                              | Mérkőzés típusa              | Mérkőzés                  | Eredmény | Nézők száma |
| ---------------- | ------------------------------------- | ---------------------------- | ------------------------- | -------- | ----------- |
| 2001. június 20. | Chateau Carreras Stadion, Córdoba     | csoportmérkőzés (B. csoport) | Irak–Brazília             | 1 : 6    | 1 000       |
| 2001. június 27. | José Amalfitani Stadion, Buenos Aires | egyik nyolcaddöntő           | Egyesült Államok–Egyiptom | 0 : 2    | 10 000      |

---
A világbajnoki döntőhöz vezető úton Dél-Koreába és Japánba a XVII., a 2002-es labdarúgó-világbajnokságra illetve Németországba a XVIII., a 2006-os labdarúgó-világbajnokságra a FIFA JB bíróként alkalmazta.

##### 2002-es labdarúgó-világbajnokság

###### Selejtező mérkőzés
| Időpont             | Helyszín                         | Mérkőzés típusa           | Mérkőzés                      | Eredmény | Nézők száma |
| ------------------- | -------------------------------- | ------------------------- | ----------------------------- | -------- | ----------- |
| 2000. október 11.   | Dinamo Stadion, Minszk           | előselejtező (5. csoport) | Fehéroroszország–Örményország | 2 : 1    | 21 700      |
| 2001. szeptember 5. | Josy Barthel Stadion, Luxembourg | előselejtező (1. csoport) | Luxemburg–Svájc               | 0 : 3    | 3 858       |

##### 2006-os labdarúgó-világbajnokság

###### Selejtező mérkőzés
| Időpont          | Helyszín                  | Mérkőzés típusa           | Mérkőzés     | Eredmény | Nézők száma |
| ---------------- | ------------------------- | ------------------------- | ------------ | -------- | ----------- |
| 2004. október 9. | Nemzeti Stadion, Ta’ Qali | előselejtező (8. csoport) | Málta–Izland | 0 : 0    | 1 130       |

#### Labdarúgó-Európa-bajnokság
Az európai-labdarúgó torna döntőjéhez vezető úton Belgiumba és Hollandiába a XI., a 2000-es labdarúgó-Európa-bajnokságra, Portugáliába a XII., a 2004-es labdarúgó-Európa-bajnokságra, valamint Ausztriába és Svájcba a XIII., a 2008-as labdarúgó-Európa-bajnokságra az UEFA JB játékvezetőként foglalkoztatta.

##### 2000-es labdarúgó-Európa-bajnokság

###### Selejtező mérkőzés
| Időpont             | Helyszín                 | Mérkőzés típusa           | Mérkőzés       | Eredmény | Nézők száma |
| ------------------- | ------------------------ | ------------------------- | -------------- | -------- | ----------- |
| 1999. szeptember 8. | Nemzeti Stadion, Ta'Qali | előselejtező (8. csoport) | Málta–Írország | 2 : 3    | 8 122       |

##### 2004-es labdarúgó-Európa-bajnokság

###### Selejtező mérkőzés
| Időpont           | Helyszín                          | Mérkőzés típusa           | Mérkőzés        | Eredmény | Nézők száma |
| ----------------- | --------------------------------- | ------------------------- | --------------- | -------- | ----------- |
| 2003. október 11. | Darius ir Girenas Stadion, Kaunas | előselejtező (5. csoport) | Litvánia–Izland | 0 : 3    | 8 000       |

##### 2008-as labdarúgó-Európa-bajnokság

###### Selejtező mérkőzés
| Időpont           | Helyszín                           | Mérkőzés típusa           | Mérkőzés                      | Eredmény | Nézők száma |
| ----------------- | ---------------------------------- | ------------------------- | ----------------------------- | -------- | ----------- |
| 2006. október 11. | Bonal Stadion, Sochaux-Montbéliard | előselejtező (8. csoport) | Franciaország–Feröer-szigetek | 5 : 0    | 19 300      |

## Szakmai sikerek
2006-ban az Év Játékvezetője címet érdemelte ki.